# Theo Peoples
Theo Peoples (născut Theopolis Peoples, III pe 24 ianuarie 1961 în St. Louis, Missouri) este un cântăreț afroamerican de muzică R&B și soul. Fiul unui preot, a fost descoperit de Ron Tyson înlocuindu-l pe Richard Street în longeviva trupă The Temptations în 1992. 